# Великоудёбное
Великоудёбное — село в Красногорском районе Брянской области в составе Красногорского городского поселения.

## География
Находится в западной части Брянской области на расстоянии приблизительно 10 км на юг-юго-восток по прямой от районного центра поселка Красная Гора.

## История
Известно с первой половины XVII века; с 1670-х годов упоминается как село. 
В одном из описаний великоудебенских жителей сказано: "...довольствуются также от лесных привольев, называемых верховым грунтом, то есть бортевыми деревьями, коих имеют они немалое количество ..."
  Неподалеку от Великоудебного позже возникла Малая Удебная - Малоудебное, расположенное ныне в Гордеевском районе. Петр Корецкий на речке Зубре поставил водяную мельницу. Вокруг нее стали селиться люди.
  В 1723 году в Великоудебном числилось двадцать шесть дворов и хат, в Малоудебном - десять.
Действовала Воскресенская (не сохранилась). Со второй половины XVII века — владение стародубского магистрата, с 1730-х годов — ранговое село генеральных бунчучных; в 1777 пожаловано графу П. В. Завадовскому. До 1781 входило в Новоместскую сотню Стародубского полка. В середине XX века работал колхоз «Новый Донбасс». В 1859 году здесь (село Суражского уезда Черниговской губернии) учтено было 170 дворов, в 1892—229.

## Население
987 человек (1859), 1582 человек (1892),
123 человека (2002), 25 человек (2010).